# Старшие вроцлавские анналы
Старшие вроцлавские анналы (лат. Annales Wratislavienses maiores, пол. Rocznik wroclawski większy) — силезское историческое сочинение, сохранившееся в рукописи XIV в. Охватывают период с 1230 по 1372 гг. Описывают главным образом события истории Силезии, сообщая при этом отдельные сведения по истории Польши, Чехии и Венгрии.

## Издания
- Annales Wratislavienses maiores / ed. W. Arndt // MGH. SS. 1866. T. XIX, p. 531—533[1].
- Rocznik wroclawski większy / wydal A. Bielowski // MPH, Tomus 3. Lwow. 1878, p. 688—690[2].

## Переводы на русский язык
- Старшие вроцлавские анналы в переводе А. С. Досаева на сайте Восточная литература